# Gedeon Burkhard
 (janvier 2023).
Pour les articles homonymes, voir Burkhard.
Gedeon Burkhard, né le 3 juillet 1969 à Munich, est un acteur allemand.

## Biographie
En 1997, trois ans après y avoir tenu un rôle secondaire dans la première saison, Gedeon Burkhard décroche le rôle du commissaire principal Alexander Brandtner de la brigade criminelle de Vienne dans la série policière Rex, chien flic. Il remplace Tobias Moretti dans le rôle titre.  
Ce rôle, qu'il tient pendant 46 épisodes, lui permet de gagner en popularité en Europe. Il quitte cependant la série en novembre 2000 en même temps que son collègue Heinz Weixelbraun, souhaitant se consacrer à d'autres projets. La disparition de son personnage n'est pas expliquée. 
Il tente ensuite de percer aux États-Unis, jouant dans plusieurs téléfilms entre 2001 et 2003, mais l'expérience tourne court, faute de succès outre-Atlantique. 
De 2005 à 2007, il interprète le rôle de l'inspecteur Chris Ritter aux côtés d'Erdoğan Atalay dans la série Alerte Cobra. Invoquant des raisons personnelles, dont celle de vouloir passer plus de temps avec sa fille âgée de quatre ans, Gedeon Burkhard décide de mettre fin à son contrat avec RTL en septembre 2007 et quitte la série à l'issue de la saison 23.
En 2008, Burkhard est retenu pour le rôle du caporal Wilhelm Wicki dans le film Inglourious Basterds de Quentin Tarantino, sorti l'année suivante.
En 2011, il participe à la version italienne de Danse avec les stars, Ballando con le stelle.

## Filmographie
- 1981 : Tante Maria (téléfilm) : Andreas Büdenbender
- 1982 : Blut und Ehre: Jugend unter Hitler (téléfilm) : Hartmut Keller à 10 ans
- 1988 : Der Passagier - Welcome to Germany : Janko
- 1989 : Une famille de Bavière (Forsthaus Falkenau) (série télévisée) : Konrad Frank
- 1989 : Silence Like Glass (Zwei Frauen) de Carl Schenkel : Bud
- 1990 : La Belle au bois dormant (Sipova Ruzenka) : prince villain/Johan
- 1990 : Prince noir : Manfred
- 1992 : Nahrdelnik (série télévisée) : Julius
- 1992 : Kleine Haie : Ali
- 1993 : Abgeschminkt! : Rene
- 1993 : Un amour d'été (Sommerliebe) (téléfilm) : Matthias
- 1994 : Der König (série télévisée) : Markus Bassermann
- 1994 : Rex, chien flic (série télévisée) : Stefan Lanz
- 1994 : The Necklace : Julien
- 1994 : Affären : Thomas Prinz
- 1995 : Un cas pour deux (Ein Fall für Zwei) (série télévisée) : Michael Marten
- 1996 : Das Traumschiff (série télévisée) : Andreas Sessler
- 1996 : Soko brigade des stups (SOKO 5113) (série télévisée) : Philip Steger
- 1996 : Polizeiruf 110 (série télévisée) : Louis
- 1996 : Magenta : Roy
- 1996 : Tobias, l'enfant de la discorde (Wem gehört Tobias?) : Thomas Urban
- 1998-2001 : Rex, chien flic (série télévisée) : commissaire Alexander Brandtner
- 1998 : Deux hommes, deux femmes, quatre problèmes (2 Männer, 2 Frauen - 4 Problem!) : Luis
- 1998 : The Brylcreem Boys : Krach
- 1998 : Parfum de meurtre (Gefährliche Lust - Ein Mann in Versuchung) (téléfilm) : Leon Heflin
- 2002 : Et nous nous reverrons (We'll Meet Again) : Dr Peter Gaynes
- 2002 : Superfire, l'enfer des flammes (téléfilm) : Reggie
- 2002 : Zwei Affären und eine Hochzeit (téléfilm) : Jan Richter
- 2003 : Le Choix d'Irina (Das Bisschen Haushalt) (téléfilm) : Reinhardt Burger
- 2003 : Yu (en) : Tom
- 2006 : Goldene Zeiten : Mischa Hahn
- 2006 : Der lezte Zug : Henry Neumann
- 2004 : Der Wunschbaum (série télévisée) : Steve Kammer
- 2004 : Der Vater meines Sohnes (téléfilm) : Ricardo Potero
- 2005 : Utta Danella (série télévisée) : comte Francesco di Selari
- 2005 : Der Todestunnel - Nur die Wahrheit Zählt (téléfilm) : Andrea Salla
- 2005 : Brigade du crime (SOKO Leipzig) (série télévisée) : Ralph Kessler
- 2007-2008 : Alerte Cobra (Alarm für Cobra 11 - Die Autobahnpolizei) (série télévisée) : inspecteur Chris Ritter
- 2008 : Märzmelodie : Florian
- 2009 : Inglourious Basterds : caporal Wilhelm Wicki
- 2011 : Bridges (court métrage) : Saul
- 2014 : De cœur inconnu (Rosamunde Pilcher : Unknown Heart) : Andrew
- 2015 : Shades of Truth[1] de Liana Marabini : père Roberto
- 2016 : The Devil’s Mistress (Lída Baarová) de Filip Renč : Gustav Fröhlich
- 2021 : Whisper 5 Le Grand Ouragan dans le rôle de Yiri Gregorin
- 2023 : Die Drei ? ? ? - Erbe des Drachen : Steven Yates

## Voix francophones
Gedehon Burkhard est doublé par Erwin Grunspan dans Alerte Cobra, Lionel Melet dans Rex, chien flic, ou encore Boris Rehlinger dans Superfire, l'enfer des flammes.